# 同弓乡
同弓乡位于浙江省衢州市常山县城西郊，距县城8公里，总面积37.5平方公里。下辖14个村，总人口10876人。境内有占地500亩的省级自然保护区太公山鹭鸟自然保护区。
28°53′58″N 118°25′34″E / 28.89949°N 118.42615°E